# Robert Kirstein
Robert Kirstein (* 4. Juni 1967 in Bonn) ist ein deutscher Altphilologe und Professor für Lateinische Philologie an der Eberhard Karls Universität Tübingen.

## Leben
Robert Kirstein studierte von 1987 bis 1993 Klassische Philologie und Evangelische Theologie an den Universitäten Bonn, Münster und Oxford (Christ Church College). Er war Stipendiat der Studienstiftung des Deutschen Volkes. Nach dem Staatsexamen arbeitete er von 1996 bis 1997 als Wissenschaftlicher Mitarbeiter am Institut für Klassische Philologie der Universität Münster, wo er 1997 bei Christian Gnilka mit der Dissertation Paulinus Nolanus. Carmen 17. Text, Einleitung und Kommentar promoviert wurde. Anschließend ging er als George Abbott Oldfather Scholar (Stipendium der William Abbott Oldfather Foundation) für ein Jahr an die University of Illinois. Seinen Aufenthalt konnte er mit einem Feodor-Lynen-Stipendium der Alexander-von-Humboldt-Stiftung um zwei Jahre verlängern.
Nach seiner Rückkehr aus den USA arbeitete Kirstein als Wissenschaftlicher Hochschulassistent in Münster, wo er sich 2006 mit der Schrift Junge Hirten und alte Fischer. Die Gedichte 20, 21 und 27 des Corpus Theocriteum habilitierte (publiziert 2007). Auf die Habilitation folgten verschiedene Lehrstuhlvertretungen an den Universitäten Münster, Hamburg und Bamberg, begleitet von mehreren Forschungsaufenthalten an der Fondation Hardt pour l’étude de l’antiquité classique in Vandœuvres (Schweiz).
Im Jahr 2011, kurz nach seiner Ernennung zum außerplanmäßigen Professor an der Universität Münster, trat Kirstein die Vertretung des Lehrstuhls von Jürgen Leonhardt an der Universität Tübingen an. Ende 2018 erhielt er dort den Ruf zum planmäßigen Professor und ist seitdem ordentlicher Lehrstuhlinhaber für Lateinische Philologie an der Eberhard Karls Universität Tübingen. Im Jahr 2017 gründete er die interdisziplinäre „Working Group Narrative Dynamics in Latin Literature“. Seit 2017 ist er Mitglied im Tübinger Graduiertenkolleg 1808 Ambiguität – Produktion und Rezeption. Seit 2021 ist Robert Kirstein Korrespondierendes Mitglied des Deutschen Archäologischen Instituts (Berlin).
Zu Kirsteins Forschungsschwerpunkten zählen die Literatur in hellenistisch-römischer Zeit, Ovid, das antike Epigramm, die lateinische Spätantike, sowie die Rezeptions- und Wissenschaftsgeschichte, besonders des 19. und 20. Jahrhunderts. In den letzten Jahren beschäftigt er sich zudem mit der Anwendung strukturalistischer, insbesondere narratologischer Modelle auf antike Texte.

## Publikationen
Monographien:
- Paulinus Nolanus, Carmen 17. Text, Einleitung und Kommentar, Basel: Schwabe & Co. 2000 (= Chrêsis. Die Methode der Kirchenväter im Umgang mit der antiken Kultur 8), ISBN 3-7965-1374-3.

- Junge Hirten und alte Fischer. Die Gedichte 27, 20 und 21 des Corpus Theocriteum, Berlin / New York: de Gruyter 2007 (= Texte und Kommentare 29), ISBN 978-3-11-019224-7.

Editionen und Herausgeberschaften:
- Der geniale Wildling. U. von Wilamowitz-Moellendorff und Max Fränkel. Briefwechsel 1874–1878. 1900. Herausgegeben mit Kommentar von W. M. Calder III und R. Kirstein, Göttingen 1999 (= Nachrichten der Göttinger Akademie der Wissenschaften. Philologisch-historische Klasse 1999, 5).
- Aus dem Freund ein Sohn. Theodor Mommsen und Ulrich von Wilamowitz-Moellendorff. Briefwechsel 1872–1903. Hrsgg. und kommentiert von W. M. Calder III und R. Kirstein, 2 Bde., Hildesheim: Weidmann 2003, ISBN 3-615-00285-7.
- Wissenstransfer und Translation. Hrsgg. von A. Gil und R. Kirstein, St. Ingbert: Röhrig Universitätsverlag 2015 (= Hermeneutik und Kreativität 3), ISBN 978-3-86110-556-5.

Aufsätze in Auswahl:
- Ficta et Facta. Reflexionen über den Realgehalt der Dinge bei Ovid, in: Zeitschrift für Ästhetik und Allgemeine Kunstwissenschaft 60, 2015, 257–277.
- Klassik versus Klassik. Iphigenie bei Goethe und Euripides, in: Emotions in Antiquity. Blessing or Curse? Hrsgg. von M. A. Harder und K. Stöppelkamp, Leuven: Peeters 2016, 51–75.
- Gewaltzeiten. Violence in an Erotic Landscape: Catullus, Caesar and the Borders of Empire and Existence (carm. 11), in: Cultural Perceptions of Violence in the Hellenistic World. Hrsgg. von Lara O’Sullivan, Luca Asmont, Michael Champion, Routledge 2017, 191–207.
- Von Mücken und Musen oder Freundschaft in schwieriger Zeit. Reuchlins Briefwechsel in den Tübinger Jahren 1521–1522, in: Ein Vater neuer Zeit. Reuchlin, die Juden und die Reformation. Hrsgg. von Jörg Robert, Evamarie Blattner, Wiebke Ratzeburg, Tübingen 2017, 80–91.
- Machtverhältnisse und Wortspiele. Yōko Tawada und Plinius der Jüngere, in: Sprach-Spiel-Kunst. Ein Dialog zwischen Wissenschaft und Praxis. Hrsgg. von Esme Winter-Froemel, Berlin: de Gruyter 2019 (The Dynamics of Wordplay 8), 247–262.
- New Borders of Fiction? Callimachean Aitiology as Narrative Device in Ovid’s Metamorphoses, in: Callimachus Revisited. New Perspectives in Callimachean Scholarship. Hrsgg. von J. J. Klooster, M. A. Harder, R. F. Regtuit, G. C. Wakker, Leuven: Peeters 2019, 193–220 (Hellenistica Groningana 24).
- Narratology and Classics (mit Andreas Abele und Hans-Peter Nill), in: Structures of Epic Poetry, Vol. I: Foundations. Hrsgg. von Christiane Reitz und Simone Finkmann, Berlin: de Gruyter 2019, 99–113.
- Emotions and Politeness in Homer’s Odyssey, in: Emotions and Narrative in Ancient Literature and Beyond. Studies in Honour of Irene de Jong. Hrsgg. von Mathieu de Bakker, Baukje van den Berg, Jacqueline Klooster, Leiden, Boston, 119–134.
- Discourse Tradition and Literary Studies. The Example of Ancient Greek and Latin Literature(s), in: Manual of Discourse Traditions in Romance. Hrsgg. von Esme Winter-Froemel, Álvaro S. Octavio de Toledo y Huerta,: Berlin, Boston, 739–750.